# Augusto Frederico Schmidt
Augusto Frederico Schmidt (Rio de Janeiro, 18 de abril de 1906 – Rio de Janeiro, 8 de fevereiro de 1965) foi poeta da segunda geração do Modernismo brasileiro; falou de morte, ausência, perda e amor em seus poemas.

## Biografia
Filho dum asquenaze alemão, foi assessor especial para assuntos internacionais da Presidência da República do Brasil e embaixador do Brasil na ONU e na então Comunidade Econômica Europeia.
Foi também editor, dono da Livraria Schmidt Editora, no Rio de Janeiro. Foi casado com Yedda Ovalle Schmidt.
Colaborou com seu sobrinho José Alberto Gueiros, conhecido como Zezinho Gueiros, editor da Editora Monterrey, especializada em pulp fiction nas histórias de Giselle, a espiã nua que abalou Paris, baseado num folhetim que David Nasser havia criado para o Diário da Noite.

## Obra
Entre seus principais livros estão O Galo Branco (1948), Estrela Solitária (1940) e Prelúdio à Revolução. Como editor, publicou livros importantes como Casa Grande e Senzala, de Gilberto Freyre, e Caetés, de Graciliano Ramos. Em sua fase inicial, foi também o principal editor dos escritores integralistas principalmente de Plínio Salgado.

## Carreira
Além de poeta, Augusto Frederico Schmidt também foi presidente do Club de Regatas Botafogo entre 1941 e 1942. Um de seus últimos atos de sua gestão foi idealizar a fusão do clube que presidia com o homônimo de futebol, Botafogo Football Club, criando assim o Botafogo de Futebol e Regatas. A ideia surgiu em decorrência da morte do atleta de basquete Armando Albano durante uma partida entre os dois clubes. Apesar de idealizador, o cargo de presidente do novo clube não ficou com Schmidt, mas sim com Eduardo Góes Trindade, então presidente da outra agremiação.
Espírito criativo e polivalente, foi também empreendedor, tendo sido um dos fundadores da cadeia de supermercados Disco no Rio de Janeiro, além de sócio majoritário da Orquima S/A, indústria precursora da energia nuclear brasileira encampada pela Nuclebrás em 1975.
Foi amigo pessoal do presidente da República Juscelino Kubitschek (1902-1976). Criou o famoso slogan de JK: "50 anos em 5". Escreveu inúmeros discursos para o presidente e várias de suas ideias vieram a ser realizadas, como a criação da Operação Pan-Americana (OPA), uma iniciativa que iria inspirar a Aliança para o Progresso, criada pelos Estados Unidos na administração Kennedy.
Foi ainda Assessor Especial da Presidência da República para Assuntos Internacionais e, em seguida, nomeado embaixador do Brasil na ONU e na então Comunidade Econômica Europeia.
Faleceu em 1965 sem deixar descendentes, sendo sepultado no Cemitério São João Baptista. Tinha duas irmãs, Anitta e Magdalena, esta última, sua revisora de textos. Era neto do Visconde de Schmidt (Frederico Augusto Schmidt), um dos homens mais ricos do Império, o qual havia amealhado uma imensa fortuna com uma empresa de importação e exportação - Schmidt & Cia, localizada na Rua da Alfândega nº 70.

## Livraria Schmidt Editora
Schmidt fundou, em 1930, a Livraria Católica no Rio de Janeiro, que se tornaria, posteriormente, Livraria Schmidt Editora, e que se transformou no ponto de encontro dos intelectuais modernistas da época. Era ali que se reunia o grupo conhecido como "Círculo Católico". A Livraria Schmidt Editora esteve em atividade até 1939, quando foi absorvida e suas instalações foram adquiridas por Zélio Valverde, de cuja firma Schmidt se tornou sócio. Dentre os escritores lançados pela Editora Schmidt figuram autores de peso, tais como Graciliano Ramos, Raquel de Queirós, Vinícius de Morais, Gilberto Freyre, Jorge Amado, dentre outros.